# Hauptstraße 1 (Volkach)

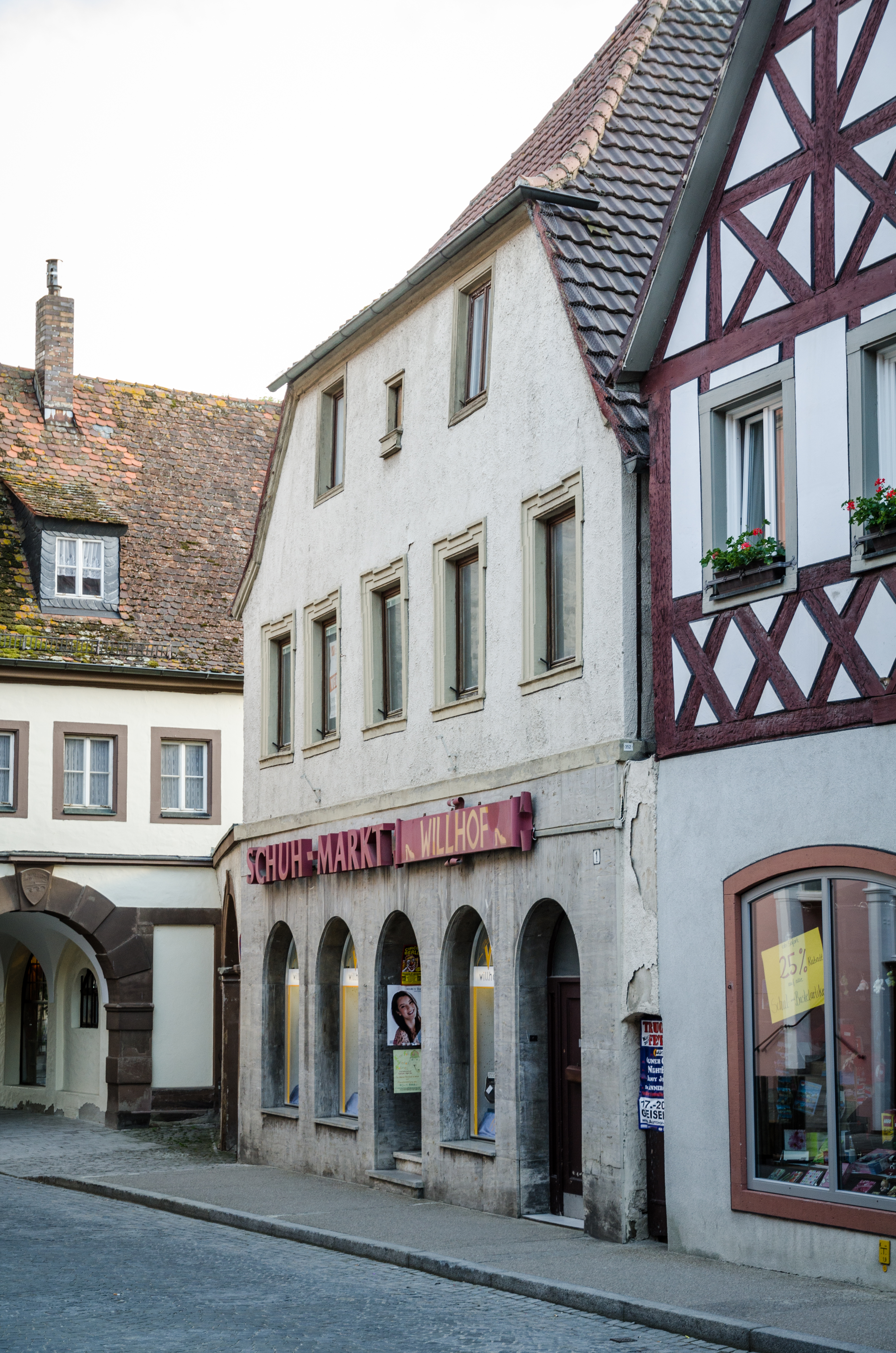
Das Haus Hauptstraße 1

Das Haus Hauptstraße 1 (früher Hausnummer 34) ist ein denkmalgeschütztes Gebäude in der Kernstadt der unterfränkischen Gemeinde Volkach. Das Haus wurde lange Zeit als Gasthaus Zur Lilie (zeitweise auch Gasthof Zur Post) genutzt.

## Geschichte
Erstmals erwähnt wurde das Haus am oberen Beginn der Hauptstraße bereits im Jahr 1605. Damals gab es dort bereits das Gasthaus Zur Lilie. Im Jahr 1635 verwüsteten durchziehende Truppen im Dreißigjährigen Krieg das Gebäude. Namentlich genannt wurde ein Wirt der „Lilie“ erstmals im Jahr 1689, als Jacob Schram der Eigentümer der „Schenkstatt Zur Lilie“ war. Ein Viertel des Gebäudes wurde außerdem von Michel Wieder gehalten. Neben dem eigentlichen Haus gehörten ein Weinvorrat und Weinberge zum Grundstück.
Schram oder Schramm starb im Jahr 1698. Seine Erben erhielten das Haus mit der Gaststätte und eine verwaiste Fischerstube in der Unteren Vorstadt. 1702 heiratete Johann Georg Schramm (gleicher Nachname) die Tochter des Lilienwirtes. Im Jahr 1711 war Johan Frantz Pfister Wirt in der Gaststätte Zur Lilie. Wahrscheinlich saß er noch 1730 in dem Haus. Über die folgenden Besitzerwechsel schweigen die Quellen. 1771 übergab der bisherige Wirt Johann Christoph Altenschöpfer das Wohn- und Gasthaus an Carl Hacker.
Im Jahr 1778 ist Martin Joseph Schwenk als Eigentümer nachgewiesen. 1800 hatte Sebastian Lenzer das Gasthaus inne, er betrieb nebenbei eine Seilerei. 1823 ist Andreas Leipold Junior im Haus nachgewiesen, er betrieb im Jahr 1843 das Gasthaus, das mit einem Keller, einem Schlachthaus, einem Pferdestall, einer Scheune, mehreren Keltern, einem Hofraum und einem Rinder- und Schweinestall ausgestattet war. Leipold übernahm später die Poststation in der ehemaligen Amtskellerei und benannte die Gaststätte kurzzeitig in Gasthof Zur Post um.
Dieser Name existierte noch unter dem folgenden Inhaber Thomas Glock, der 1897 nachgewiesen ist. 1905 war Adam Schrüfer, Inhaber der Schrüferbräu in der Schelfengasse 3, der Wirt. Die Gaststätte firmierte nun wieder als „Goldene Lilie“. Ein Brand im Jahr 1911 betraf auch das Gebäude. Im Jahr 1915 erwarb der Konvent des Klosters St. Maria das Anwesen und vermietete die Räumlichkeiten später an Privatpersonen. Die Familie Kiesel kaufte das Haus im Jahr 1953 den Nonnen ab, 1984 gelangte es an Lorenz und Käthchen Kiesel, ein Einzelhandelsunternehmen zog ein. Im Jahr 2021 wurde das Haus entkernt. 2022 eröffnete wieder ein Gasthaus mit dem Namen „Lilie“ in den Räumlichkeiten.

## Beschreibung
Das Haus Hauptstraße 1 ist ein breites, zweigeschossiges Halbwalmdachhaus mit einem Giebeltrapez aus verputztem Fachwerk. Die geohrten Fensterrahmungen im Stil des Barock sind teilweise fasziert. Im Erdgeschoss sind Rundbogenfenster angebracht, den Eingang zur ehemaligen Gaststätte bildet ein Rundbogenportal mit einem separierten Oberlicht. Bei einer Umgestaltung zum Geschäftshaus (wohl im 20. Jahrhundert) wurden im Erdgeschoss Granitplatten angebracht. Eine seitliche Toreinfahrt war bereits 1911 entstanden.
Im Giebeltrapez war lange Zeit eine Pietà aus dem 17. Jahrhundert angebracht, die im Jahr 2017 nicht mehr vorhanden war.